# BLU-42

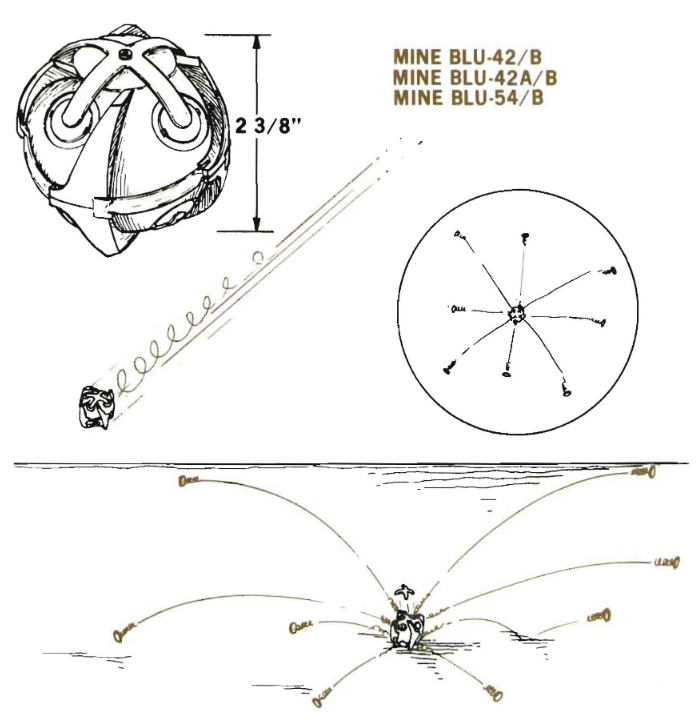

Die BLU-42 ist eine fernverlegbare Antipersonenmine aus den USA.

## Beschreibung
Seit etwa 1965 plante und entwickelte Honeywell International diese Art von fernverlegbaren Minen. Die BLU-42 wurde Anfang der 1970er Jahre bei den US-Streitkräften eingeführt. Dort trägt sie auch die Bezeichnung WAAPM (Wide-Area Anti-Personnel Mine). BLU-42 hat einen kreisrunden Minenkörper aus Gusseisen. Am Minenkörper sind vier aerodynamische Rippen angebracht. Die Mine kann grün, orange oder braun ausgeführt sein und wird durch Stolperdrähte ausgelöst. Die Mine verfügt über einen Aufhebeschutz. In der UdSSR wurde die BLU-42 mittels Reverse-Engineering nachgebaut und unter der Bezeichnung POM-1 bei den sowjetischen Streitkräften eingeführt.

## Varianten
- BLU-42A: Selbstzerstörung nach 180 Stunden
- BLU-42B: Selbstzerstörung nach 156 Stunden
- BLU-54B: Selbstzerstörung nach 1.200 Stunden

## Einsatz und Funktion
Jeweils 54 Minen sind in einer CDU-18/19/20/21 Kassette untergebracht. Diese Kassetten werden in SUU-38 Streubehälter verpackt. Die Minen können so durch Flugzeuge oder Hubschrauber fernverlegt werden. Nach dem Ausstoß aus dem Streubehälter beginnt die Mine, durch die Zugluft, welche über die aerodynamischen Rippen streicht, zu rotieren. Rotiert die Mine mit 2700–3000 Umdrehungen pro Minute, wird durch die Fliehkraft die Schärfungssequenz aktiviert. Nach dem Aufprall hat die Mine 5–10 Minuten Zeit, um zur Ruhe zu kommen. Danach werden die 7,6 m langen Stolperdrähte mittels Sprungfedern ausgestoßen. Die acht Stolperdrähte sind an den Enden mit kleinen Gewichten versehen. Nach weiteren 8–10 Sekunden ist die Mine scharf. Sobald jetzt einer der Stolperdrähte Zug erfährt detoniert die Mine sofort. Der Splitterwirkungskreis beträgt rund 10 m. Verletzungen können bis in eine Entfernung von 60 m auftreten. Zusätzlich verfügt die Mine über einen Aufhebeschutz: Wird der Lagewinkel der Mine um ein paar Grad verändert, so detoniert sie sofort. Wird die Mine nicht durch die Stolperdrähte ausgelöst, so wird nach maximal 1200 Stunden (50 Tage), durch die zu geringe Batteriespannung der Zünder aktiviert und die Mine detoniert.

## Einsatzsysteme
- CBU-34: Streubehälter SUU-38A mit 540 BLU-42 Minen
- CBU-42: Streubehälter SUU-38A mit 540 BLU-54 Minen

## Einsatz
Die US-Streitkräfte setzten große Mengen von BLU-42/54 Minen in Vietnam, Kambodscha und Laos ein. Dort wurden sie zu zehntausenden aus Flugzeugen und Hubschraubern abgeworfen. Als nachteilig erwies sich der störungsanfällige Selbstzerstörungsmechanismus. Dieser funktionierte vielfach nicht einwandfrei. So bilden viele der in den 1970er Jahren abgeworfenen Minen bis heute eine Gefahr für die Bevölkerung. Ab Ende der 1970er Jahre wurde die BLU-42/54 durch die FASCAM-Mine BLU-92 Gator ersetzt.